# Foire Saint-Jean
Pour les articles homonymes, voir Saint-Jean.
La foire Saint-Jean est une fête foraine qui se déroule chaque année à Strasbourg depuis le XVe siècle et qui débute toujours le samedi de la Saint-Jean, entre la fin juin et la mi-juillet.

## Historique
La foire Saint-Jean existe depuis le XVe siècle. L'évènement attirait des marchands de toute l'Europe désireux d'acquérir des produits importés par des négociants strasbourgeois.
Elle s'est déroulée durant cinq ans au Port du Rhin, avant de gagner se place actuelle du parc des expositions. Durant la pandémie de Covid-19, elle fut l’une des premières grandes fêtes foraines à reprendre du service en France.

## Description
Elle se déroule tous les ans à la fin du mois de juin jusqu'à mi-juillet au parc des expositions de Strasbourg, place Adrien Zeller, au nord du centre-ville dans le quartier Wacken. La foire est accessible par la ligne B (tram B) du tramway de Strasbourg, elle se situe aussi à proximité de l’A350.
La foire présente près de 150 manèges et attractions. C'est l'une des plus grandes de tout l'Est de la France, elle dure trois semaines et est traditionnellement inaugurée par un feu d'artifice.